# کلک‌چال

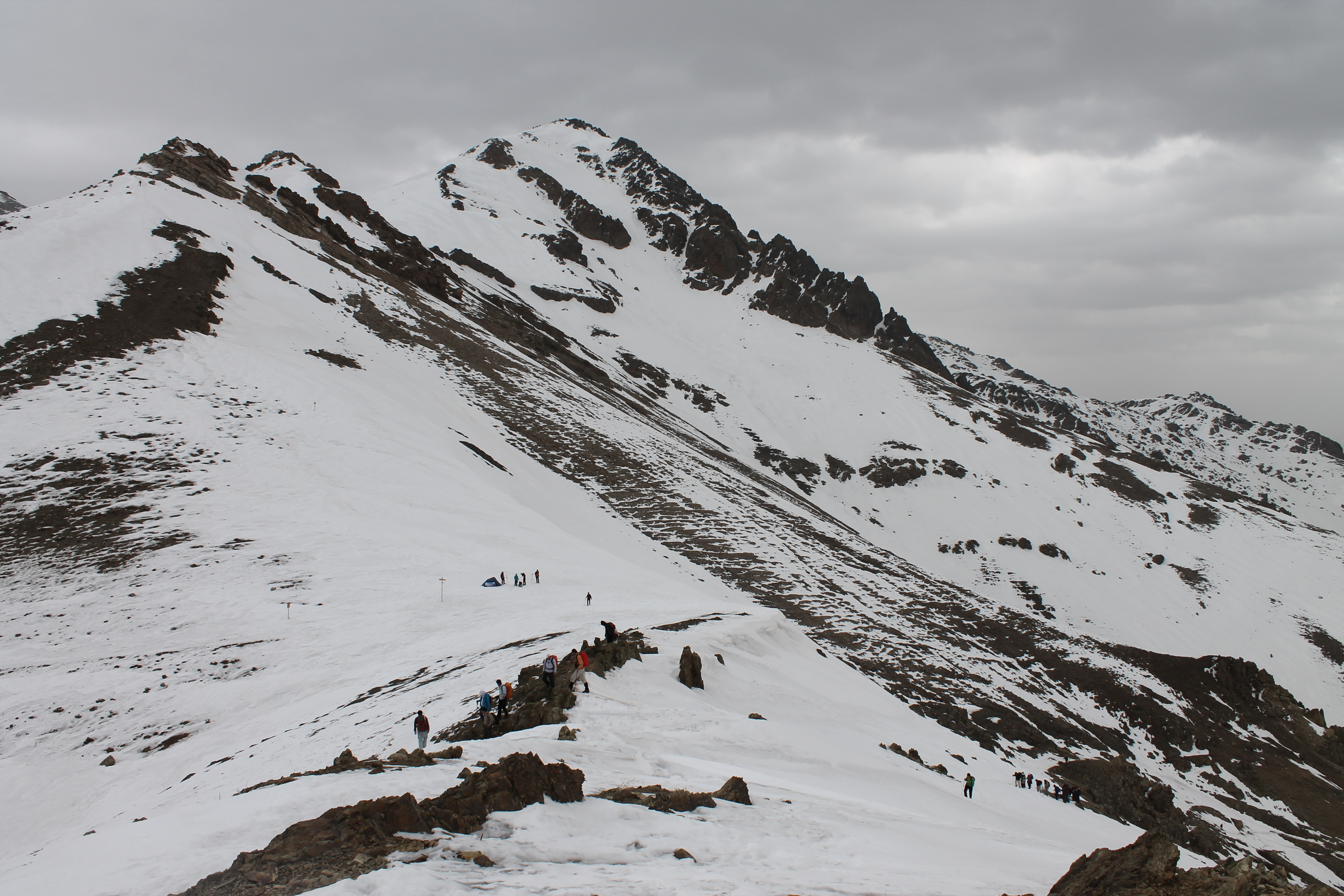
نمای قله کلکچال از روی یال قله

کُلَک‌چال نام یکی از کوه‌های رشته کوه البرز است که در شمال شهر تهران قرار دارد. مرتفع‌ترین نقطهٔ این کوه قلهٔ کلکچال نام دارد. این قله در دوران قدیم جزء مازندران بود. کلک (kàlek) یعنی مرز مشخص شده و پرچین شده و چال هم به معنی چاله است. معنی کامل کلک‌چال چالهٔ مرزی می‌باشد. ارتفاع قلهٔ کلک‌چال از سطح دریا، در حدود ۳۳۵۰ متر است.
مسیرهای مختلفی برای صعود به این قله وجود دارد که مهم‌ترین آنها را می‌توان مسیر پارک جمشیدیه دانست. خیابان فیضیه که از اواسط خیابان نیاوران شروع می‌شود، حدود ۲ کیلومتر طول دارد و در انتها به پارک جمشیدیه می‌رسد.

## کلکچال در ادبیات فارسی
به اعتقاد برخی از مردم، کلک‌چال خانهٔ دیو سپید در ادبیات فارسی بوده‌است؛ ولی برخی دیگر کلک‌چال آمل را خانهٔ دیو سپید می‌دانند.
در منظومه حماسی شبرنگ‌نامه، که در سده هفتم هجری و دربارهٔ رزم رستم با شبرنگ فرزند دیو سپید سروده شده، از نخستین نبرد رستم و شبرنگ در کُلَک‌چال، سخن رفته‌است.
| چو پا بر فراز کلک چال کرد |  | ز چنگ تهمتن رها یال کرد      |
| گریزان شده پور دیو سپید   |  | تهمتن به رخش اندر آمد چو شید |

کُلَک‌چال را یخچال پربرف هم‌معنی کرده‌اند.